# Везенково
Везе́нково (болг. Везенково) — село в Бургаській області Болгарії. Входить до складу общини Сунгурларе.

## Населення
За даними перепису населення 2011 року у селі проживали 429 осіб.
Національний склад населення села:
| Національність   | Кількість осіб | Відсоток |
| ---------------- | -------------- | -------- |
| болгари          | 146            | 48,8%    |
| цигани           | 97             | 32,4%    |
| турки            | 55             | 18,4%    |
| Всього відповіли | 299            |          |

Розподіл населення за віком у 2011 році:
Динаміка населення: